# Exynos

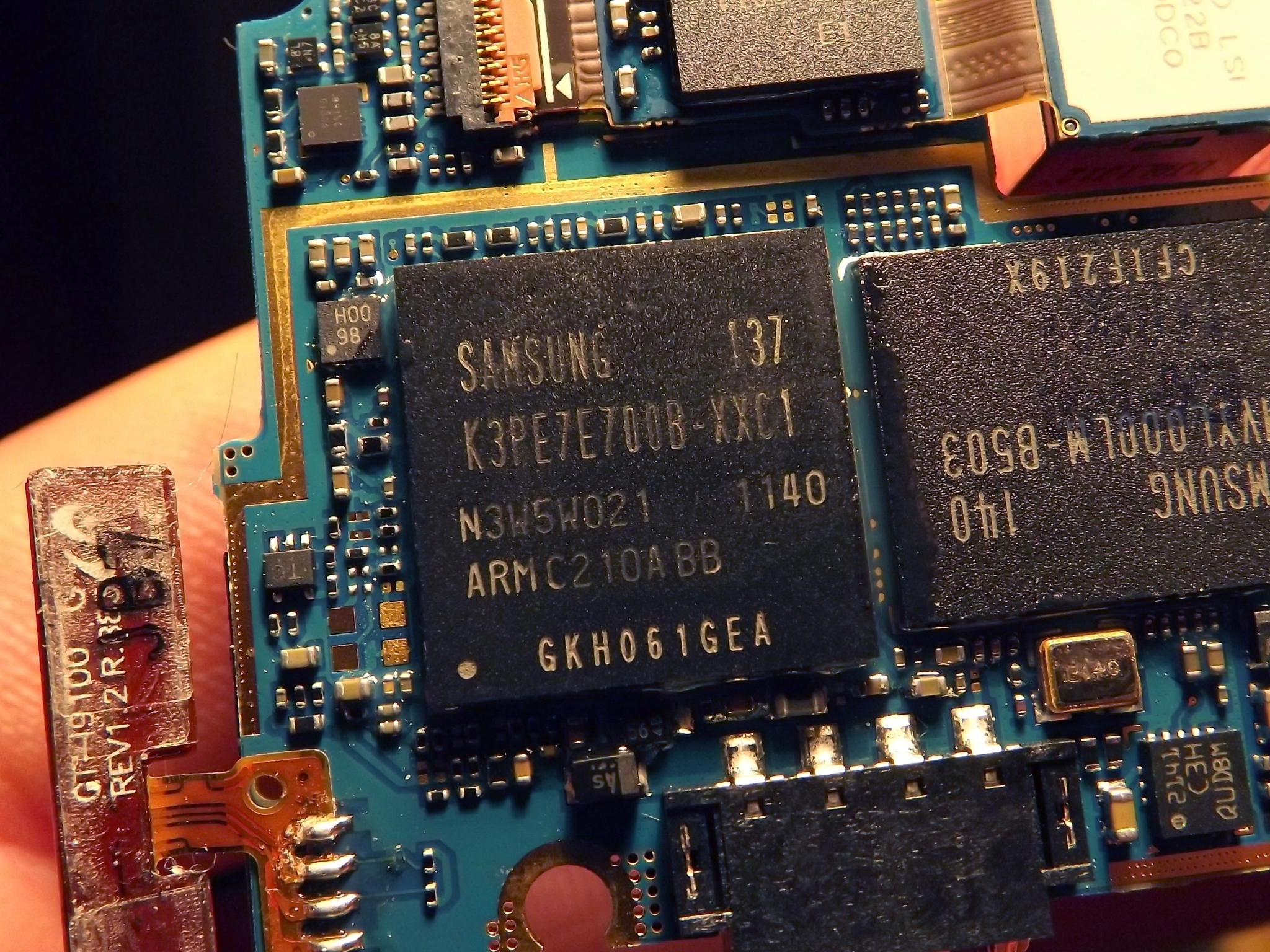
Exynos 4210 a la targeta mare del Samsung Galaxy S II

Exynos és el nom de diverses sèries de SoC, basades en l'estructura ARM de la marca Sud-coreana Samsung.
La més antiga sèrie que porta el nom oficial Exynos és la Hummingbird S5PC110 (Exynos 3110, un Còrtex A8 contenint un GPU PowerVR SGX540) que equipa la primera versió del smartphone Wave (sota el sistema operatiu de Samsung Bada), després del Galaxy S i de la tauleta Galaxy Tab, tots dos fan servir el sistema operatiu Android de Google.
Tanmateix no portarà oficialment el nom fins després de la sortida del seu successor, l'Exynos 4210 (Còrtex A9MP, dualcore, equipats amb GPU Mali400MP), que equipa el Galaxy S II.

## Primer model de Cortex A15 en el mercat
Samsung ha sortit el 2011 de les primeres mostres per als desenvolupadors d'aplicació de l'Exynos 5250 a 2 GHz (Còrtex A15, dualcore, equipats amb GPU MaliT604) el novembre de 2011; haurien d'estar disponibles en massa al tercer trimestre de 2012.
Els dos primers productes posats al mercat per al públic i suposant un Còrtex A15 són el Google Samsung Chromebook i la targeta mare orientada al desenvolupament Arndale. Al carrer a finals del 2012, tots dos estan equipats amb el Samsung Exynos 5250. Són equipats amb Android però poden igualment funcionar amb Ubuntu per a ARM.
Aquests són capaços d'executar 14.000 DMIPS (14.000 milions d'instruccions per segon), el doble dels Còrtexs A9 a 1,5 GHz (7500 DMIPS). Pot codificar del vídeo 8MP, QFHD (Quad Full High Definition, 3840x2160, igualment anomenat 4K2K) en 30 imatges per segon i del vídeo 1080p a 30 imatges per segon.
Hauria de seguir l'Exynos 5450, un ARM Còrtex A15, quadcore, equipat amb GPU MaliT604.

## Llista dels SoC Samsung

### Arquitectures ARMv4-7
| Número de sèrie                                    | Tecnologia del semiconductor | Joc d'instrucció del CPU | CPU                                                 | GPU                                          | Tecnologia de la memòria                                       | Disponibilitat | Perifèric que fa servir |
| -------------------------------------------------- | ---------------------------- | ------------------------ | --------------------------------------------------- | -------------------------------------------- | -------------------------------------------------------------- | -------------- | --- |
| S3C44B0                                            | 0.25 um CMOS                 | ARMv4                    | 66 MHz ARM7TDMI unicor                              | Controlador LCD                              |                                                                |                | Juice Box |
| S3C2410                                            | 0.18 um CMOS                 | ARMv4                    | 200/266 MHz ARM9 (ARM920T) unicor                   | Controlador LCD                              |                                                                | 2003           | HP iPAQ H1930/H1937/H1940/rz1717, HP 49g+/48gII/50g, Everex E500, E-TEN InfoTouch P300, Acer n30/n35/d155, Palm Z22, LG LN600, Typhoon MyGuide 3610 GO                          |
| S3C2440                                            | 0.13 um CMOS                 | ARMv4                    | 300/400 MHz ARM9 (ARM920T) unicor                   | Controlador LCD                              |                                                                | 2004           | HP iPAQ rx3115/3415/3417/3715, Everex E900, Airis T470i/920/930, Acer n300/311, Typhoon MyPhone M500, Mio p550/P350/C710 Digi-Walker                                            |
| S3C2443                                            |                              | ARMv4                    | 400/533 MHz ARM9 (ARM920T) unicor                   | Controlador LCD                              | 4KB iSRAM                                                      | 2007           | Asus R300/R600/R700, Mio Digi-Walker (C620T/...), Mio Moov 2xx/3xx, LG LN8xx, JoinTech JPro Mini Laptop JL7220, Navigon 8300/8310                                               |
| S3C2450                                            | 65 nm                        | ARMv5                    | 400/533 MHz ARM9 (ARM926EJ) unicor                  | accelaració gràfica 2D                       | 64KB SRAM                                                      | 2008           | Mio Moov 500/510/560/S568/580, Getac PS535F, MENQ EasyPC E720/E790, Archos Arnova 10, Hivision PWS0890AW,SMiT MTV-PND530 8GB                                                    |
| S3C2416                                            | 65 nm                        | ARMv5                    | 400 MHz ARM9 (ARM926EJ) unicor                      | accelaració gràfica 2D                       | 64KB SRAM                                                      | 2009           | iconX G310, HP Prime |
| S5L8900                                            | 90 nm                        | ARMv6                    | 412 MHz ARM11 unicor                                | PowerVR MBX Lite                             | eDRAM                                                          | 2007           | Apple iPhone, Apple iPhone 3G, Apple iPod touch 1G, Apple iPod touch 2G |
| S3C6410                                            | 65 nm                        | ARMv6                    | 533/667/800 MHz ARM11 unicor                        | Samsung FIMG 3DSE: accelaració gràfica 2D/3D | DDR                                                            | 2009           | Samsung GT-i5510 Galaxy 551, Samsung GT-i5700 Galaxy Spica, Samsung M910 Intercept                                                                                              |
| S5PC100                                            | 65 nm                        | ARMv7                    | 667/833 MHz ARM Cortex-A8 unicor                    | PowerVR SGX535                               | LPDDR2, DDR2                                                   | 2009           | Apple iPhone 3GS, Apple iPod touch 3G |
| Exynos 3110 (Hummingbird S5PC110, Exynos 3 Single) | 45 nm                        | ARMv7                    | 1 GHz ARM Cortex-A8 unicor                          | 200 MHz PowerVR SGX540                       | LPDDR1, LPDDR2, o DDR2                                         | 2010           | Samsung Galaxy S, Samsung Wave S8500, Nexus S, Meizu M9, Samsung Galaxy Tab, Samsung Droid Charge, Exhibit 4G, Samsung Infuse, Samsung Galaxy S wifi 4, Samsung Galaxy S wifi 5 |
| Exynos 4210 (Exynos 4 Dual 45nm)                   | 45 nm                        | ARMv7                    | 1-1.2 GHz ARM Cortex-A9 unicor                      | ARM Mali-400                                 | LPDDR2, DDR2 o DDR3                                            | 2011           | Samsung Galaxy S II, Hardkernel ODROID-A, Meizu MX (versió doble cor), FXI Tech Cotton Candy                                                                                    |
| Exynos 4212 (Exynos 4 Dual 32nm)                   | 32 nm                        | ARMv7                    | 1.4 GHz ARM Cortex-A9 doble cor                     | ARM Mali-400 MP4                             | LPDDR2, DDR2 o DDR3                                            | 2011           | Samsung Galaxy Note, Samsung Galaxy Tab 7.7, Meizu MX, versió doble cor avançat)                                                                                                |
| Exynos 4412 (Exynos 4 Quad)                        | 32 nm                        | ARMv7                    | 1.4-1.6 GHz ARM Cortex-A9 quadruple cor             | ARM Mali-400 MP4                             | LPDDR2, DDR2 o DDR3                                            | 2012           | Samsung Galaxy (S III, Note II, Note 10.1), Meizu MX (versió quadruple cor), Hardkernel ODROID-X, Origen 4 Quad                                                                 |
| Exynos 5250 (Exynos 5 Dual)                        | 32 nm                        | ARMv7                    | 1.7-2.0 GHz ARM Cortex-A15 MPCore doble cor         | ARM Mali-T604                                | 12.8 GB/s avec 2-port 800Mhz LPDDR3                            | 2012           | Arndale Board, Samsung Chrombook XE303, ARMBRIX, Google Nexus 10 |
| Exynos 5440                                        | 28 nm                        | ARMv7                    | ARM Cortex-A15 MPCore quadruple cor                 |                                              |                                                                | 2013           | [ 7 ] |
| Exynos 5450                                        | 32 nm                        | ARMv7                    | 2.0(rumeur) GHz ARM Cortex-A15 MPCore quadruple cor | ARM Mali-T658                                | LPDDR3                                                         | 2012           | |
| Exynos 5 Octa 5800                                 | 28 nm HKMG                   | ARMv7                    | Cortex-A15+ Cortex-A7 (big.LITTLE amb GTS)          | Mali-T628 MP6                                | 64-bit (2×32-bit) Dual-channel 933 MHz LPDDR3/DDR3 (14.9 GB/s) | 2014           | [ 8 ] |

### Arquitectura ARMv8
| Número de sèrie      | Tecnologia del semiconductor | Joc d'instrucció del CPU | CPU                                                                    | GPU                                  | Tecnologia de la memòria | Disponibilitat | Perifèric que fa servir                |
| -------------------- | ---------------------------- | ------------------------ | ---------------------------------------------------------------------- | ------------------------------------ | ------------------------ | -------------- | -------------------------------------- |
| Exynos 8 Octa 8890   | 28 nm HKMG                   | ARMv8                    | Exynos M1 "Mongoose"+ Cortex-A53 (GTS)                                 | Mali-T880 MP12 Mali-T880 MP10 (Lite) | LPDDR4                   | 2016           | Baixada: LTE Cat 12 Pujada: LTE Cat 13 |
| Exynos 9 Octa 8895   | 10 nm                        | ARMv8                    | Exynos M2 "Mongoose"+ Cortex-A53 (GTS)                                 | Mali-G71 MP20                        | LPDDR4X                  | 2017           | Baixada: LTE Cat 16 Pujada: LTE Cat 13 |
| Exynos 9 Series 9810 | 10 nm                        | ARMv8                    | Exynos M3 + Cortex-A55                                                 | Mali-G72 MP18                        | LPDDR4X                  | 2018           | Baixada: LTE Cat 18 Pujada: LTE Cat 13 |
| Exynos 7 Octa 9610   | 10 nm                        | ARMv8                    | 2.3GHz Cortex-A73 + 1.6GHz Cortex-A53                                  | Mali-G72 MP3                         | LPDDR4                   | 2 meitat 2018  | Baixada: LTE Cat 11 Pujada: LTE Cat 13 |
| Exynos 9 9820        | 7 nm                         |                          | 2 custom + 2 Cortex-A75 + 4 Cortex-A55 + NPU (Neuronal Processor Unit) | Mali-G76 MP12                        |                          | 2019           |                                        |